# Zemplínska Nová Ves
Zemplínska Nová Ves – wieś (obec) na Słowacji położona w kraju koszyckim, w powiecie Trebišov. Pierwsze wzmianki o miejscowości pochodzą z 1263 roku. 
Według danych z dnia 31 grudnia 2012 roku, wieś zamieszkiwało 909 osób, w tym 490 kobiet i 419 mężczyzn.
W 2001 roku rozkład populacji względem narodowości i przynależności etnicznej wyglądał następująco:
- Słowacy – 98,19%
- Czesi – 0,85%
- Romowie – 0,32%
- Rusini – 0,11%
- Węgrzy – 0,11%

Ze względu na wyznawaną religię struktura mieszkańców kształtowała się w 2001 roku następująco:
- Katolicy rzymscy – 48,93%
- Grekokatolicy – 35,18%
- Ewangelicy – 0,21%
- Prawosławni – 5,86%
- Ateiści – 1,92%
- Nie podano – 1,07%